# Pleonotoma melioides
Pleonotoma melioides là một loài thực vật có hoa trong họ Chùm ớt. Loài này được (S.Moore) A.H.Gentry miêu tả khoa học đầu tiên năm 1976.